# 이 죽일 놈의 사랑
《이 죽일 놈의 사랑》은 2005년 10월 31일부터 2005년 12월 20일까지 방영된 KBS 2TV 월화 미니시리즈이다.

## 등장 인물

### 주요 인물
- 정지훈 : 강복구 역
- 신민아 : 차은석 역
- 김사랑 : 한다정 역
- 이기우 : 김준성 역

### 그 외 인물
- 김영재 : 강민구 역 (아역 : 주민수)
- 김대진 : 박미숙 역
- 강래연 : 최미선 역
- 박인환 : 차두용 역
- 유혜리 : 박자경 역
- 이민혁 : 차재석 역
- 김송희 : 차유나 역
- 지상렬 : 태춘 역
- 유재근 : 성진 역
- 정윤조 : 빨간드레스 자살녀 역
- 이희정 : 강복구 대역 역
- 박수현
- 김광민
- 류성훈 : 행동대장 역
- 임주환 : 차은석의 상대 배우 역
- 이도련
- 이순재
- 김희라
- 김하은
- 고규필
- 나경민

### 우정 출연
- 이병헌
- 염정아
- 차태현
- 김강우
- 임수정

## 수상 경력
- 2005년 KBS 연기대상 미니시리즈 여자 조연상 김사랑
- 2005년 KBS 연기대상 네티즌상 정지훈

## 참고 사항
- 주인공의 표정연기는 좋았지만 도대체 속을 알 수 없었다는 지적을 받았으며, 기대 이하의 성적에 그쳤다.[1]